# 순경태후
정순왕후 김씨(靜順王后 金氏, 1222년 ~ 1237년 8월 21일(음력 7월 29일)), 또는 순경태후(順敬太后)는 고려 원종의 왕비이다. 경순왕후(敬順王后)라고도 한다.

## 생애
본관은 경주로, 장익공(莊翼公)에 추봉된 김약선의 딸이자 무신정권 시기 집권자였던 최우(최충헌의 아들)의 외손녀이다. 원종이 태자이던 시절에 입궐하여 그 호를 경목현비(敬穆賢妃)라 하였고, 이후 1235년(고종 22년)에 정식으로 원종과 혼례를 올려 태자비에 책봉되었다. 1236년에 아들(충렬왕)을 낳았으며, 이듬해인 1237년 음력 7월 29일 사당리 사제에서 죽었다.
남편 원종이 왕위에 오른 후 1262년(원종 3년)에 왕후에 추존되어 그 시호를 정순왕후(靜順王后)라 하였으며, 훗날 아들 충렬왕이 왕위에 오르자 태후에 추존되어 그 시호를 순경태후(順敬太后)라 하였다.
그녀의 능은 가릉(嘉陵)으로, 인천광역시 강화군 양도면 능내리에 자리하고 있다. 1992년 사적 제370호로 지정되었으며, 인천광역시 측에서 현재 세계문화유산의 지정을 추진하고 있다.

## 가족 관계
- 아버지 : 김약선 (金若先, 생몰년 미상)
- 어머니 : 우봉 최씨(생몰년 미상) - 최충헌의 손녀이자 최우의 장녀
  - 남편 : 고려 제24대 왕 원종 (元宗, 1219년 ~1274년, 재위:1259년~1274년)
    - 아들 : 고려 제25대 왕 충렬왕 (忠烈王, 1236년~1308년, 재위:1274년~1298년, 1298년~1308년)
      - 외할아버지 : 최우
      - 외증조할아버지 : 최충헌

## 정순왕후가 등장하는 작품
- 《무신》(MBC, 2012년, 배우 : 최다은, 방준서)

## 참고 자료
- 《고려사》〈열전〉